# Orsolobus chelifer
Espèce
Orsolobus chelifer est une espèce d'araignées aranéomorphes de la famille des Orsolobidae.

## Distribution
Cette espèce est endémique de la région d'Aysen au Chili,.

## Description
Le mâle décrit par Forster et Platnick en 1985 mesure 3,11 mm.

## Publication originale
- Tullgren, 1902 : Spiders collected in the Aysen Valley by Mr P. Dusén. Bihang till Kongliga Svenska Vetenskaps-akademiens handlingar, vol. 28, no 4-1, p. 1-77 (texte intégral).